# Västerbotten
La province de Västerbotten (Botnie-Occidentale en français, Wester-botten en allemand, Botnia Occidentalis en latin) est une province historique du nord de la Suède.
C'est également une petite région administrative incluant une partie de la Laponie suédoise.
La Botnie-Orientale, c'est-à-dire de nos jours l'Ostrobotnie, l'Ostrobotnie du Nord, l'Ostrobotnie centrale et l'Ostrobotnie du Sud, se trouve aujourd'hui en Finlande, témoin ne serait-ce que par son nom des liens historiques entre la Finlande et la Suède.

## Communes
La province est divisée en quinze communes (kommuner) :
- Commune de Bjurholm
- Commune de Dorotea
- Commune de Lycksele
- Commune de Nordmaling
- Commune de Norsjö
- Commune de Malå
- Commune de Robertsfors
- Commune de Skellefteå
- Commune de Sorsele
- Commune de Storuman
- Commune d'Umeå
- Commune de Vilhelmina
- Commune de Vindeln
- Commune de Vännäs
- Commune de Åsele